# Stor-Rössjön, Jämtland
Stor-Rössjön är en sjö i Krokoms kommun i Jämtland och ingår i Indalsälvens huvudavrinningsområde. Sjön har en area på 2,49 kvadratkilometer och ligger 352,2 meter över havet. Sjön avvattnas av vattendraget Rössjöån.

## Delavrinningsområde
Stor-Rössjön ingår i det delavrinningsområde (710031-141805) som SMHI kallar för Utloppet av Stor-Rössjön. Medelhöjden är 427 meter över havet och ytan är 15,32 kvadratkilometer. Räknas de 2 avrinningsområdena uppströms in blir den ackumulerade arean 26,21 kvadratkilometer. Rössjöån som avvattnar avrinningsområdet har biflödesordning 3, vilket innebär att vattnet flödar genom totalt 3 vattendrag innan det når havet efter 299 kilometer. Avrinningsområdet består mestadels av skog (73 procent). Avrinningsområdet har 2,48 kvadratkilometer vattenytor vilket ger det en sjöprocent på 16,1 procent.